# L'Épinay-le-Comte
L'Épinay-le-Comte era una comuna francesa situada en el departamento de Orne, de la región de Normandía, que el 1 de enero de 2016 pasó a ser una comuna delegada de la comuna nueva de Passais-Villages al fusionarse con las comunas de Passais y Saint-Siméon.

## Demografía
| Gráfica de evolución demográfica de L'Épinay-le-Comte entre 1800 y 2013 |
|                                                                         |

Los datos demográficos contemplados en este gráfico de la comuna de L'Épinay-le-Comte se han cogido de 1800 a 1999 de la página francesa EHESS/Cassini, y los demás datos de la página del INSEE.